# Криптонит
Криптони́т (англ. Kryptonite) —  вымышленное кристаллическое радиоактивное вещество, фигурирующее во вселенной DC Comics. Криптонит знаменит благодаря тому, что является единственной немагической слабостью Супермена и других криптонцев — он способен оказывать на них воздействие, которое разнится в зависимости от цвета минерала. Благодаря популярности Супермена слово «Криптонит» во многом стало распространённым аналогом выражения «ахиллесова пята». Впервые появился в серии радиошоу, посвящённых Супермену. Наиболее часто показывается в комиксах и кино в зелёной форме, которая лишает героя сил и может убить его.

## Описание

### Зелёный криптонит
Зелёный криптонит упоминается чаще всего, так как его кусочки проследовали вслед за ракетой с Кал-Элом на Землю. Это вещество ослабляет криптонца и даже может его убить. У обычных людей при длительном воздействии может вызвать лучевую болезнь. Если нейтрализовать всю радиацию на нём, то получится Прозрачный криптонит.
В телесериале "Тайны Смолвиля" показано воздействие зелёного криптонита на организм криптонцев. Когда Кларк оказывается рядом с кристаллом криптонита, на его коже вздуваются и зеленеют вены. В другой серии у Кларка взяли кровь и поднесли пробирку с ней к кристаллу криптонита. Кристалл начал светиться, кровь забурлила.
В комиксе "Красный сын" СуперМэн изначально упал в СССР, в Челябинской области недалеко от посёлка Вахрушево. Позднее учёные пытались добывать там зелёный криптонит, но не смогли, потому что криптонит был разбит до пыли. Шахту забросили, но холм с криптонитовой породой до сих пор виден с трассы.

### Красный криптонит
Красный криптонит в телесериале «Тайны Смолвиля» является своего рода наркотиком для криптонцев — он раскрепощает чувства и выпускает наружу потаённые желания. Его воздействие не вызывает боли и не приводит к летальному исходу, но криптонец, заражённый красным криптонитом, становится социально опасным. При случайном создании Красно-зелёного криптонита (первый вариант), криптонцы мутируют при применении на них. А при случайном создании Красно-зелёно-сине-золотого криптонита, интеллект криптонца будет искусственно увеличиваться, но будет делиться на два криптонца с одним и тем же эффектом.

### Чёрный криптонит
Чёрный криптонит возникает в результате сильного термического воздействия на зелёный вид в телесериале «Тайны Смолвиля». Он разделяет личность криптонца на его т. н. «человеческую» и «криптонскую» сущности — в дальнейшем они могут существовать, как два самостоятельных организма. Он разделяет людей на «добрую» и «злую» половины — они не могут существовать раздельно более суток.

### Синий криптонит
Синий криптонит блокирует воздействие жёлтого солнца на криптонский организм при постоянном физическом контакте в телесериале «Тайны Смолвиля». На так называемых «антикриптонцев», каковым является Бизарро, воздействует по принципу лупы — он стремительно концентрирует в его теле энергию жёлтого солнца, что приводит к взрыву.

### Белый криптонит
Белый криптонит приводит к разрушению всех живых тканей, так называемой «дезинтеграции», то есть распаду на атомы при контакте с криптонским организмом, будь то растение, животное или криптонец.

### Жёлтый криптонит
Жёлтый криптонит даёт возможность так называемой Тьме проникнуть в душу криптонца и в случае слабого сопротивления захватить её. Ничуть не отличается от Барвинского криптонита, который заставляет криптонца терять на время свои законы и запреты.

### Золотой криптонит
Золотой криптонит деактивирует способность криптонских клеток воспринимать и обрабатывать солнечную энергию, что навсегда лишает криптонца его способностей (так это описано в сериале «Тайны Смолвиля»). В последующих редакциях комиксов, золотой криптонит лишал способностей криптонца временно. Также появился в игре Injustice 2.  В этой игре его создал персонаж по имени Огненный Шторм. При случайном создании Красно-золотого криптонита криптонец на время лишается памяти. А при случайном создании Красно-зелёно-золотого криптонита, криптонец не только лишается суперспособностей (подобно золотому криптониту), но и личности криптонца.

### Серебряный криптонит
Серебряный криптонит в телесериале «Тайны Смолвиля» вызывает у Кларка Кента сильнейшую паранойю и галлюцинации и через несколько часов истощает организм, что может привести к летальному исходу. Однако на самом деле, серебряного криптонита не существует, и это была не более, чем часть организма Брейниака, которую тот позже извлёк из тела Кларка.
В телесериале «Супергёрл» заставляет Кларка Кента видеть вместо Кары своего злейшего врага. Серебряный криптонит попал на планету Даксам вместе с обломками Криптона.

### Драгоценный криптонит
Драгоценный криптонит усиливает психические способности обитателей Фантомной Зоны, что позволяет им являться в виде иллюзий в реальном мире или контролировать сознание других. Из этого вещества состояли драгоценные горы на Криптоне.

### Оранжевый криптонит
Оранжевый криптонит даёт сверхсилы животным, наделяя их большей силой, чем у криптонцев. Действует 24 часа, неэффективен на людях. Впервые представлен в Krypto Comics #4, фев. 2007.

### Анти-криптонит
Анти-криптонит не влияет на криптонцев, обладающих сверхсилой, но вызывает тот же эффект, что и зелёный криптонит, в отношении не суперсильных криптонианцев. Эта разновидность криптонита — та, что убила большинство жителей Арго-Сити в докризисных комиксах. В Посткризисную эпоху он является источником энергии Ультрамена, злого двойника Супермена, который живёт в другом измерении Вселенной. Анти-криптонит был также использован Зелёным Фонарём Хэлом Джорданом при спасении члена корпуса Зелёных фонарей (Гая Гарднера) из Фантомной Зоны, он же вызывал боль у Генерала Зода, Кру-Эла и Фаоры Ху-Ул, так как обычный криптонит не имеет никакого влияния на лиц в Фантомной зоне.

### X-криптонит
X-криптонит способен давать суперспособности другим существам, хотя так же опасен для криптонцев, как и зелёный. Был создан Супергёрл в попытке найти противоядие из зелёного криптонита в докризисной эпохе. Ничуть не отличается от Платинового криптонита.

### Slow криптонит
Slow криптонит это улучшенная версия зелёного криптонита, поражающая землян так же, как и зелёный — криптонцев. Показан в The Brave and the Bold #175.

### Магно-криптонит
Магно-криптонит искусственно создан злодеем Nero. Может притягивать всех существ Криптона. Его силе не могут противостоять Супермен и Бизарро. Представлен в серии Superman’s Pal Jimmy Olsen #92.

### Красный криптонит Бизарро
Красный криптонит Бизарро влияет на землян так же, как и зелёный — на криптонцев. Впервые представлен в Superman’s Pal, Jimmy Olsen #80.

### Криптонит X или Криптисиум
Криптонит Х или Криптисиум является одной из форм фильтрованного/очищенного криптонита, созданной профессором Гамильтоном в лаборатории Стар. Восстанавливает способности криптонца после ослабления зелёным криптонитом.

### Каменный криптонит
Каменный криптонит позволяет заставить других (землян и криптонцев) делать то, что от них требуют. Нейтрализуется зелёным криптонитом. Фигурировал в 14 серии 9 сезона сериала "Тайны Смолвиля".

### Искусственный красный криптонит
Искусственный красный криптонит в телесериале «Супергёрл» вызывает у криптонцев те же эффекты, что и обычный красный криптонит, но для воздействия не нужен физический контакт.

## Влияние на культуру
- Криптонит — метафора в фильмах США, обозначающая слабость, синоним ахиллесовой пяты.
- Ядарит — реально существующее в природе вещество, обнаруженное в шахтах Сербии, химический состав которого близок к составу криптонита, из-за чего ядарит иногда называют этим именем[10][11][12].
- Kryptonite (Криптонит) — композиция и одноимённый сингл американской рок-группы 3 Doors Down.
- Криптонит — трек от Rymez и James Arthur.